# Макаров, Альберт Николаевич
Альберт Николаевич Макаров — российский инженер-ядерщик, лауреат Государственной премии СССР.
 Родился 28 января 1936 г. в Москве.
Окончил МВТУ им. Н.Э. Баумана (1959) и Московский инженерно-физический институт (1963), инженер-физик.
Трудовая деятельность:
- 1959—1967 инженер, инженер-конструктор НАМИ;
- 1967—1969 инженер-конструктор I категории завода «Союз»;
- 1969—1973 начальник бригады Тураевского КБ «Союз»;
- с 1973 г. на заводе «Красная Звезда»: начальник отдела, ведущий научный сотрудник.

Кандидат технических наук. Получил 68 авторских свидетельств на изобретения.
Лауреат Государственной премии СССР — за участие в работах по ЯЭУ «Топаз».
Семья: жена, сын.